# Parco nazionale Nat Ma Taung
Il parco nazionale Nat Ma Taung (in birmano နတ်မတောင်အမျိုးသားဥယျာဉ်) anche chiamato Natmataung, è un parco nazionale che si trova nella parte occidentale della Birmania. 
Istituito nel 2010 è classificato come ASEAN Heritage Park e dal 2014 è nella lista dei siti canditati al Patrimonio dell'umanità dell'UNESCO.
La superficie del parco si sovrappone in gran parte con quella della Important Bird and Biodiversity Area Natmataung (Mount Victoria).
Il territorio del parco è situato sulla parte meridionale delle Chin Hills, in un'area di origine vulcanica e comprende il monte Nat Ma Taung o monte Victoria che con i suoi 3 051 m s.l.m. è la terza cima più elevata del paese. Il processo di istituzione del parco è cominciato nel 1997 allo scopo di tutelare l'alto bacino dei fiumi Lemro e Myittha.

## Flora e fauna
L'area del parco è coperta da una fitta foresta tra cui si trovano Dipterocarpaceae, Lithocarpus, conifere, quercie e rododendri. Nel complesso sono state inventariate 808 specie di piante, tra cui 70 specie di felci, 299 specie di uccelli, 23 di anfibi, 65 di rettili e 77 specie di farfalle.
Le quattro specie di uccelli che hanno portato alla qualifica di IBA sono il tragopano di Blyth (Tragopan blythii), il fagiano di Hume (Syrmaticus humiae), il picchio muratore dai sopraccigli bianchi (Sitta victoriae) e il garrulo sghignazzante capobruno (Trochalopteron austeni).